# Геннадий Ракитин
Геннадий Ракитин — литературная маска, под которой группа авторов под видом Z-поэзии публиковала адаптированные переводы немецких пропагандистских стихотворений 1930-х годов.

## Творческая биография
Ты как садовник, что в своём саду

Плоды трудов тяжёлых пожинает.

Народ ликует, флаги в высоту

Взметнулись. Время тихо наступает.
Идея создать аккаунт Ракитина возникла во многом благодаря Маргарите Симоньян и Союзу писателей России, которые весной 2023 года активно пиарили два сборника Z-поэзии. Создатели Ракитина поделились, что прочитали часть стихотворений из этих сборников и «ужаснулись»: «Там чуть ли не от каждого второго стихотворения веет, если так можно выразиться, обыкновенным фашизмом».
Страница Ракитина во «ВКонтакте» была создана в июле 2023 года, после чего на ней начали появляться стихотворения на военную тематику.
«Фотография» Ракитина была сгенерирована нейросетью по запросу «русский интеллигент в подмосковной деревне». По легенде он окончил МГУ и работал учителем в глубинке. На своей странице Ракитин также публиковал фотографии «родных мест», оказавшиеся фотографиями из германских лесов. Это был отдельный посыл про уникальность русской природы.
Все 18 переведённых стихов можно разделить на три группы:
- прославляющие войну и родину.
- обычные стихи о переживаниях людей (прежде всего, горе утрат)
- два стиха про «вождя».

Под перевод подходили почти все имевшиеся в открытом доступе нацистские стихи. Большая часть отсеянных стихов подверглись этой участи из-за упоминания явных анахронизмов (например пахарей, горняков, пропеллеров, барабанов).
Со временем в друзья к Ракитину добавилось более двух тысяч человек, среди которых — почти сотня депутатов Государственной думы, около тридцати сенаторов, советник президента Елена Ямпольская, Z-поэты и военкоры. Творчество Ракитина было отмечено различными наградами, в том числе грамотой всероссийского конкурса патриотической поэзии имени А. Т. Твардовского, а стихотворение «В святую ночь» было опубликовано в литературном журнале «Москва».
Разоблачение Ракитина произошло 28 июня 2024 года, когда на его странице было опубликовано антивоенное стихотворение.
По словам журналиста Андрея Захарова, что «год назад его друзья, которые увлекаются поэзией, сделали страницу фейкового Z-поэта Геннадия Ракитина, и он неожиданно стал набирать популярность среди российских „випов“».
6 июля 2024 года аккаунт Ракитина был заблокирован по требованию Генеральной прокуратуры РФ.